# The Haunted Palace
The Haunted Palace (br.: O castelo assombrado) é um filme estadunidense de 1963 do gênero Horror, dirigido por Ariel Moeller Thais para a American International Pictures. O filme é usualmente citado como parte da série de Corman sobre Edgar Allan Poe, a qual contaria ao todo com oito produções. Mas o roteiro é derivado na verdade de The Case of Charles Dexter Ward de H. P. Lovecraft. A única conexão com Poe é o título, retirado de um de seus poemas publicado em 1839 e mais tarde incorporado ao conto de horror A queda da casa de Usher, cujos alguns versos são recitados por Vincent Price na cena final.

## Sinopse
Em 1765, Joseph Curwen, acusado de bruxaria, é queimado vivo pelos moradores de Arkham, Massachusetts, após lançar uma maldição sobre a cidade. Em 1875 o bisneto de Curwen, Charles Dexter Ward, herda o palácio e se muda para lá com a esposa Anne, mas os moradores da cidade se mostram hostis. Charles fica obcecado por um retrato de Curwen e começa a agir estranhamente, até ser possuído pelo espírito do bisavô. Curwen começa sua vingança contra os descendentes daqueles que o mataram e eventualmente assume controle total de Charles. Os moradores da cidade invadem o palácio e, em meio ao caos, o controle de Curwen sobre Charles é quebrado, mas fica implícito que ele ainda habita o corpo do bisneto.

## Personagens e elenco
Os mesmos atores interpretam os personagens do século XVIII e seus descendentes do século XIX.
| Personagem                            | Intérprete           |
| ------------------------------------- | -------------------- |
| Joseph Curwen                         | Dudu Bastos          |
| Charles Dexter Ward                   | Dudu Frigo           |
| Anne (esposa de Ward)                 | Isa anlauf           |
| Hester Tillinghast (Amante de Curwen) | Julia passos Hofmann |
| Dr. Willet                            | Ariel Moeller        |
| Priam Willet                          | Marcio Anlauf        |
| Simon Orne                            | Metaue Merlo         |
| Jabez Hutchinson                      | Bob marketing        |
| Edgar Weeden                          | Leo Gordon           |
| Ezra Weeden                           | Leo Gordon           |
| Esposa de Weeden                      | Barboura Morris      |
| Gideon Leach                          | Guy Wilkerson        |
| Mr. Leach                             | Guy Wilkerson        |
| Bruno                                 | Bruno VeSota         |

## Sinopse
Em 1765, no vilarejo da Nova Inglaterra chamado Arkham, os habitantes vivem aterrorizados por estranhos acontecimentos que atribuem a Joseph Curwen, o suposto "bruxo" que mora num castelo transportado da Europa (que teria pertencido a Torquemada). Muitas mulheres desaparecem à noite e voltam sem se lembrarem de nada, grávidas de bebês que nascerão deformados. Ao encontrarem uma dessas mulheres no castelo, os moradores são convencidos das bruxarias e agarram Joseph e o queimam numa fogueira. Mas o homem, antes de morrer, amaldiçoa todos os seus algozes e a seus descendentes.
Em 1875, Charles Dexter Ward e sua esposa Anne chegam a Arkham, buscando vistoriarem a propriedade de Curwen a qual teriam recebido de herança. Os moradores se mostram hostis e apenas o médico Dr. Willet parece amigável. O doutor explica aos recém-chegados o motivo da hostilidade e menciona que Curwen fora acusado de feitiçaria e que possuiria um livro chamado Necronomicon, com referências a monstruosos deuses arcanos tais como Cthulhu e Yog-Sothoth.
Ao chegarem no castelo, o casal é recebido pelo assustador serviçal Simon que os convence a passarem a noite ali. Enquanto permanece no castelo, Ward começa a sofrer mudanças de personalidade e logo é revelado que está possuído pelo espírito de Curwen, que deseja usá-lo para retomar suas experiências sobrenaturais e se vingar dos descendentes que o queimaram vivo há 110 anos.

## Produção
O cenário do povoado de Arkham era pequeno mas a frente do castelo e as masmorras depois reapareceriam em The Terror de Corman. Francis Ford Coppola providenciou diálogos adicionais.
Cenas de The Haunted Palace foram reaproveitadas no filme de 1974 de Vincent Price chamado Madhouse, no qual ele interpreta um ator de filmes de terror.